# Семиостровье (озеро, Ленинградская область)
Семиостровье (фин. Lavajärvi) — бессточное озеро на территории Севастьяновского сельского поселения Приозерского района Ленинградской области.

## Общие сведения
Площадь озера — 0,9 км². Располагается на высоте 21,3 метров над уровнем моря.
Форма озера лопастная, продолговатая: вытянуто с севера на юг. Берега изрезанные, каменисто-песчаные, местами скалистые.
Озеро поверхностных стоков не имеет, но относится к бассейну реки Севастьяновки, впадающей в озеро Невское, из которого вытекает река Новинка, которая, в свою очередь, втекает в озеро Вуоксу.
К северо-востоку от Семиостровья расположено озеро Покровское.
В озере расположены четыре безымянных острова различной площади.
С южной стороны от озера проходит просёлочная дорога.
Название озера переводится с финского языка как «озеро с помостом».
Код объекта в государственном водном реестре — 01040300211102000012509.